# Śliżuny
Śliżuny (lit. Sližiūnai) − wieś na Litwie, w gminie rejonowej Soleczniki, 4 km na zachód od Jaszunów, zamieszkana przez 74 ludzi. 
W okresie międzywojennym w Polsce, w powiecie wileńsko-trockim województwa wileńskiego.